# Castellgalí

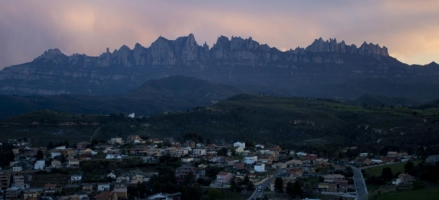
Quatre Vents

Castellgalí est une commune de la province de Barcelone, en Catalogne, en Espagne, de la comarque de Bages au sud de la région du Bages, au confluent des rivières Cardener et Llobregat. Elle abrite le complexe archéologique de Boades et la tour de Breny, l'un des sites d'intérêt national de l'antiquité romaine.
Il s'agit d'une ville qui a plus de 2 700 ans d'histoire et qui dispose d'un grand nombre de patrimoines et de services qui en font un lieu attrayant à visiter, non seulement pour les nombreux pèlerins qui passent par l'un des chemins qui la traversent (Chemin du Santiago, Chemin du San Ignacio ou Chemin Oliva), mais aussi pour tous ceux qui s'intéressent à l'histoire et à la nature.

## Histoire

### Période ibérique
Les premiers signes de peuplement se trouvent à Boades, qui était initialement un établissement ibérique entre le VIe et l’Ier siècle av. J.-C. et dans l'établissement ibérique de Puig del Castell entre le IVe et le Ier siècle av. J.-C. La situation de la colonie de Boades, entre les rivières Llobregat et Cardener, a permis à ses habitants de bénéficier de terres fertiles sur lesquelles ils pouvaient cultiver avec succès, ce qui a entraîné un excédent et l'exportation de céréales. Il y avait également des oliviers et des vignobles. Le terrain était pareillement propice à la chasse. Le village était situé dans la zone de Cal Roc, près d'un méandre du Llobregat.

### Période romaine
Avec l'arrivée des Romains, la colonie ibérique de Puig del Castell est progressivement abandonnée, tandis que la colonie de Boades est reconfigurée en village romain et fait office de centre commercial stratégique, puisqu'elle est située sur les routes commerciales provenant des rivières Llobregat et Cardener. Plusieurs monuments funéraires importants ont également été érigés à cette époque, comme la tour de Breny et la tombe romaine de Boades. La Tour de Breny était un sépulcre romain monumental en forme de temple, partiellement démantelé en 1870 pour utiliser ses pierres pour un barrage voisin. La tombe romaine de Boades, quant à elle, est située à une centaine de mètres au sud de la villa romaine et a été construite au cours du IIIe siècle. Elle est considérée comme l'un des prototypes de bâtiments funéraires romains en Catalogne. Le matériel extrait des fouilles archéologiques de la région est actuellement conservé au Musée régional de Manresa.

### Moyen Âge
L'histoire des débuts du village coïncide avec celle de son château. Dans un document de 867, le Castelo de Galindo (château de Galindo) est mentionné, ce qui prouve l'origine du nom du lieu. On sait peu de choses sur l'histoire de ce château, aujourd'hui en ruines. Les premiers seigneurs du château et de la région étaient la famille Galí. En 1178, le château fut vendu, avec sa seigneurie, au roi Alphonse Ier par Sibila, qui était très probablement une descendante de la lignée Galí. Après l'achat, le roi Alfonso Ier l'a remis à des feudataires. Pendant la période où Castellgalí était une propriété royale, il était gouverné par des castlans, vassaux du roi. Ils prennent le nom de Castellgalí comme nom de famille, inaugurant ainsi une nouvelle dynastie. À la fin de cette période, la peste noire a touché Castellgalí, laissant de nombreuses fermes vides et provoquant la mort des derniers castlans: Berenguer de Castellgalí, et peu après son épouse Guilleuma de Rocafort i Castellet. En 1350, Pierre le Cérémonieux le vend à Bernat Torres pour 8 000 sous (une sorte de monnaie). Le fils de ce dernier, Dalmau Torres, le vend en 1413 à Luis de Rajadell, frère cadet du seigneur de Rajadell. Au début de la guerre civile catalane, le seigneur de Castellgalí, Manel de Rajadell, quitta le village, car il était partisan de Juan II. Ainsi, la seigneurie fut temporairement cédée au monastère de Montserrat. On pense que le château a été détruit pendant cette guerre, entre 1462 et 1472.

### Époque moderne
Au XVIIIe siècle, il y a eu une grande expansion de la culture de la vigne due à l'expansion démographique et à la création du contrat de location rabassa morta (jusqu'à la mort des vignes), un fait qui a permis à Catellgalí de consolider son noyau. C'est à cette époque que le vieux quartier a acquis la configuration urbaine qu'il conserve encore aujourd'hui, ce que l'on peut constater en observant les années gravées sur les linteaux des maisons du village, où l'on peut parfois voir, en plus de l'année de construction de la maison, les gravures qui annonçaient les nouveaux services offerts (un fer à cheval, une miche de pain et un couteau...), ainsi que dans les noms populaires donnés aux maisons (comme Cal Ferrer, la maison du forgeron). Le vieux quartier est né autour de la route royale, de l'auberge et de l'église. Ses derniers seigneurs féodaux sont les Amigants, marquis de Fonollar, puisque la constitution de 1812 a supprimé les droits féodaux. Les Despujol, marquis de Palmerola, ont été la dernière famille noble à acheter les propriétés d'Amigant.

### Époque contemporaine
Le XIXe siècle convulsif a également marqué Castellgalí, depuis la guerre d'indépendance, en passant par les trois guerres carlistes, mais c'est aussi le siècle où le nouveau cimetière a été créé (1892), l'agrandissement de l'église (1897), l'arrivée du chemin de fer (1859) ou l'arrivée de l'antenne télégraphique (1887). En cette période de changements et de conflits, où les droits seigneuriaux s'éteignaient, où les dernières colonies espagnoles étaient perdues et où des guerres constantes ravageaient le pays, Castellgalí était considéré comme un lieu sûr, servant de refuge aux troupes. C'est là que se sont réfugiés les Sometent contre les troupes françaises, carlistes et libérales et c'était un lieu de passage pour tous. C'est au cours de ce siècle que sont créées les premières usines (1816 usine textile Barrera, 1860 Cots, 1896 Sant Jaume et 1898 Carbons Elèctrics) qui façonneront le Castellgalí du XXe siècle.
Le résultat de l'industrialisation de Castellgalí, qui a commencé au XIXe siècle, a fait que la population a augmenté jusqu'à la fin des années 1970, à l'exception des années de la guerre civile, où les ravages de ce conflit, en plus de la population, se sont fait sentir dans la perte du patrimoine mobilier, principalement ecclésiastiques, comme la destruction des retables du XVIIe siècle de l'église de San Miguel et Santa Margarita, les urnes en argent du même siècle, avec les corps de Sant Honest et Sant Repel·lió ou la destruction de la figure de Sant Miquel.
La population diminuera jusqu'au milieu des années 1990, où elle augmentera jusqu'à aujourd'hui. Il convient également de mentionner la naissance de la zone résidentielle de Mas Planoi, en quatre zones. Zone de maisons individuelles qui tire son nom de la ferme qui s'y trouve depuis au moins le XVe siècle et qui, actuellement, continue de s'étendre avec la récente urbanisation de Ca l'Enric de Calafell.

## Lieux d'intérêt - Patrimoine

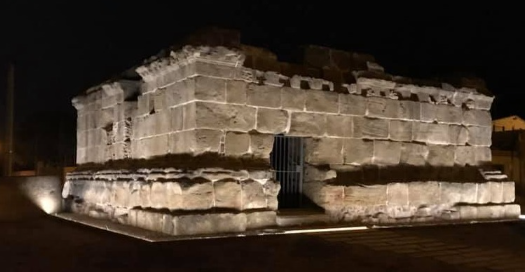
Torre del Breny

- Confluence des rivières Cardener-Lobregat : Pour visiter cet endroit, il faut se rendre dans la zone verte située à côté du quartier de Tour du Breny. L'endroit où les eaux des rivières Cardener et Llobregat se rejoignent devient un grand espace fluvial où la végétation riveraine, notamment les peupliers, pousse majestueusement. La relative tranquillité de l'endroit permet d'observer des espèces d'oiseaux typiques de ce lieu, aussi bien durant les saisons de migration que pendant les périodes d'hivernage et de nidification. Durant les mois froids, il y a quelques canards migrateurs, comme le canard souchet ou le canard râleur, mais il est plus facile de voir le grand cormoran. Les hérons cendrés et les martins-pêcheurs sont présents toute l'année.

- BCIN (Bien Cultural de Interés Nacional, cela signifie : Bien Culturel d'Intérêt National) Ensemble Archéologique de Boades et la Tour du Breny)
  - TORRE DEL BRENY : Nous devons nous rendre dans le quartier du Breny, au carrefour entre Avenue Roma et rue Cardener. Salvador Ginesta nous raconte l'origine du nom : " l'endroit était autrefois plein de pierres et de mauvaises herbes, ce qui est la signification de breny ". Bien que dans le langage des Gaulois, le mot était équivalent à meneur ou montagne. Le monument a été ainsi nommé en raison de sa situation au pied d'une colline et parce qu'il était le tombeau d'un célèbre chef de guerre". Également connue sous le nom de Tour des Démons, la Tour de Breny a été mutilée au Moyen Âge lors de la construction d'une ferme à côté d'elle : une porte a été ouverte, une fenêtre a été ouverte et des trous ont été faits pour les poutres. Il s'agit d'une tombe en forme de tour, dont la base est encore conservée aujourd'hui. Elle correspond à une construction solide dont les côtés sont orientés selon les quatre points cardinaux. À l'extérieur et au sommet, elle présente un ensemble de moulures et de denticules assez détériorés. À l'intérieur, on trouve deux chambres rectangulaires couvertes par deux voûtes en berceau. L'appareil est assez régulier, composé de grandes pierres de taille bien taillées en grès gris, jointes à sec et de forme allongée. D'après quelques dessins réalisés par Laborde avant sa destruction, on peut se faire une idée de son aspect originel. Elle avait une base (conditiorium) de 10 × 10,5 m, haute de 3 m ; à l'extérieur, elle avait des moulures et des denticules comme éléments décoratifs ; à l'intérieur, elle était divisée en deux pièces et couverte d'une voûte en berceau. Au-dessus de la base se trouvait la cellule, qui était probablement couverte d'une voûte en berceau. La partie supérieure était surmontée d'une frise ornementale au-dessus de laquelle se trouvait une corniche sur laquelle reposaient les pentes du toit. La frise était décorée de reliefs sculptés : un lion de part et d’autre, d'une figure féminine nue. D'autre part, E. Hübner et J. Gudi ont trouvé un graffiti ou une inscription gravée sur une pierre de taille qui, selon Marc Mayer, doit être libellée comme suit V VILGELMO QUE, qui pourrait dater du Xe – XIe siècles et correspondrait à un certain Wilgemus. Différents chercheurs pensent qu'il s'agirait du propriétaire de la zone où se trouve le bâtiment, mais après la construction de celui-ci.

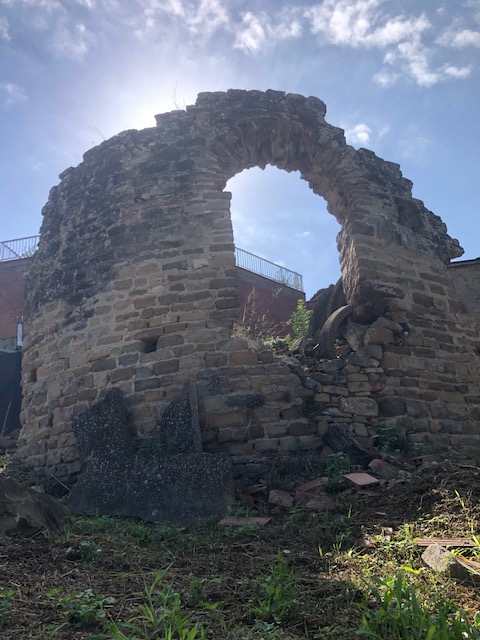
Exedra

- L'EXEDRA : Dans le quartier de Boadas, on peut voir cette chambre à plan semi-circulaire absidal qui se dresse partiellement dans la zone située derrière les fermes Vilaseca et Cadevall, à côté de la route qui mène à l'usine Carbures. Le parement du mur est constitué de pierres naturelles de la région, de taille moyenne et petite, identifiables comme opus vittatum. Les pierres de taille sont bien taillées et disposées en rangées horizontales. Elle possède une fenêtre de grande taille couronnée par un arc en plein cintre fait de tuiles et de briques réfractaires, dans un mur qui atteint une hauteur de 4 m. L'exèdre doit être considérée comme une exèdre avec une grande fenêtre. L'exèdre doit être considérée comme un bâtiment romain, datant de la période du Bas-Empire, très caractéristique à partir du IIIe siècle. La majorité des villages d'une certaine importance et d'une certaine taille possèdent des chambres présentant ces caractéristiques, avec un caractère seigneurial marqué.

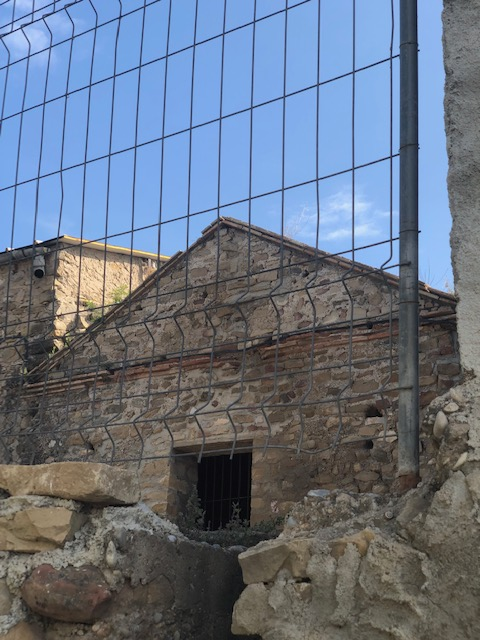
Sépulcre romain

- SÉPULCRE ROMAIN : Tout près de l'exèdre et dans le même quartier de Boadas, nous pouvons voir un petit bâtiment d'origine romaine, du IVe   ou   IIIe siècle après J.-C., de construction carrée, avec des murs fermes et un socle bien travaillé. Il avait deux étages, le supérieur étant soutenu par un arc semi-circulaire. Aujourd'hui, il a été largement reconstruit, avec un toit à deux versants entièrement refait. À l'intérieur, on trouve quatre silos que Serra Ràfols considérait comme ibériques. Il est considéré comme le type "chambre" et "cellule" dans la typologie des sépulcres romains.

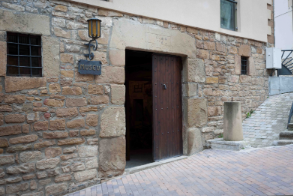
Casa Amigant-Museé

- Casa Amigant, BCIL (Bé Cultural d’interès Local, cela signifie : Bien Culturel d'Intérêt Local) Musée de Castellgalí : Situé à côté de l'église paroissiale de Sant Miquel, au 2 de la rue Manresa, nous pouvons désormais profiter du musée historique et ethnologique de Castellgalí. Les débuts de l'histoire de ce manoir remontent à des documents de la fin du XVIIe siècle, mais il existait probablement avant. En 1673, Josep d'Amigant i Ferrer, premier comte de Fonollar, acheta le château de Castellgalí à la famille Bolet (qui avait également acquis la juridiction du château auprès de la famille Rajadell). Cette famille originaire de Manresa fut la seigneurie de Castellgalí jusqu'à l'abolition des seigneuries féodales par la Cour de Cadix. Josep d'Amigant i Ferrer a pris possession publique de Castellgalí le 5 octobre 1673. En 1711, le roi Charles III lui accorde le titre de comte de Fonollar. En 1684, il transforma l'édifice en manoir, probablement parce que le château était en ruines, mais il n'y vécut jamais ; lorsqu'il modifia la structure originale, il plaça ses armoiries sur la façade. Il favorisa la foi chrétienne en faisant transporter les reliques des saints patrons de la ville et vendit les terrains situés le long de la route royale pour former le centre-ville. Son frère Francesc, chanoine et vicaire général de Barcelone, donne les reliques de San Honest le 27 juillet 1673 et fait de ce saint et de San Repelión les copatrons de la ville. En 1880, les héritiers des Amigants étaient la famille Despujol, marquis de Palmerola. Il semble que les Amigants n'aient jamais vécu dans cette maison, en effet en 1763 ils louèrent la maison de l'Hostal à d'autres personnes. Pere Playà Vilaseca, héritier de Cal Mas, a acheté l'Amigant en 1873. Le bâtiment appartient aujourd'hui à la mairie de Castellgalí. Le musée a été inauguré le 5 mai 1991; le Casal de Cultura a été inauguré le 25 novembre 2002. La partie occupée par les locaux sociaux était l'ancien Café Hostel de Castellgalí et ses salles étaient utilisées pour des bals et des projections de films au début du XXe siècle. Aujourd'hui, il abrite le Point d'information jeunesse, organise des conférences, dispose de salles d'exposition et d'une salle informatique. Sur le devant de la maison (la façade ouest), nous pouvons voir sur le linteau principal, l'inscription 16IHS84 (1684 Iesus Hristus), sous une croix ; il y a aussi, sous un hublot, le blason de la famille Amigant. Il s'agit d'un blason taillé dans la pierre, de type noble, avec un cercle central où figurent deux mains jointes en signe d'amitié. La partie extérieure du blason est entourée de volutes qui l'encadrent, surmontées au sommet par une figure humaine debout tenant une plume dans une main et un bâton de bois dans l'autre.

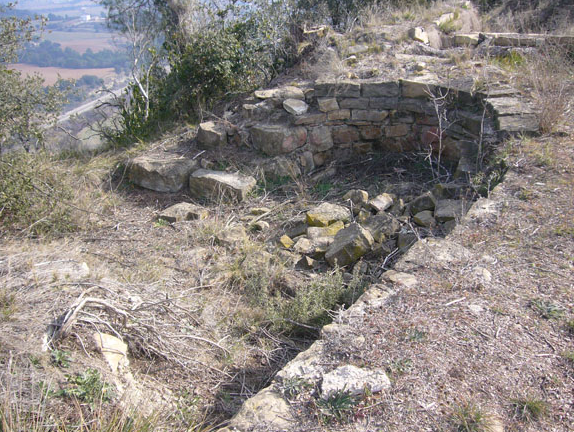
Chapelle de Santa Maria

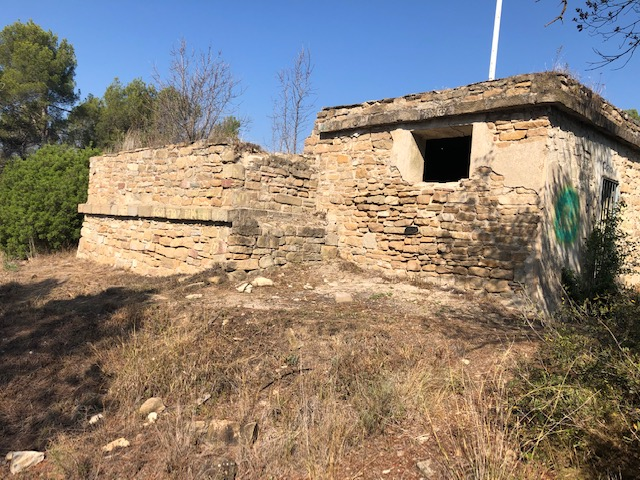
Château

- Château et chapelle de Santa Maria : Pour voir la colline du château, et les informations sur le château et la chapelle, il faut se rendre au Camí de Casajoana (chemin de Casajoana), à la hauteur du mirador des Quatre Vents. Nous vous recommandons de ne pas monter sur les vestiges du château et de la chapelle, car l'accès est dangereux et il y a des photographies et des panneaux d'information au pied de la colline. Ce château avait sous sa juridiction un terme qui doit correspondre à la municipalité actuelle, car même la zone située entre les rivières Llobregat et Cardener en dépendait déjà. Le sommet de la colline occupée par le château avait déjà été occupé auparavant, puisqu’on y a trouvé des fragments de poterie ibérique. Le château est documenté dès 924, date à laquelle il a été construit par un personnage appelé Galí (Galindo), qui aurait possédé la propriété en alou. Il y a un vide documentaire jusqu'en 1178, date à laquelle nous disposons d'un document qui fait directement référence au château, la vente du château au roi Alphonse Ier par Sibila, qui avait reçu le château en héritage de ses ancêtres. Le roi concéda le château en fief à une famille dont le nom de famille était Castellgalí et qui le conserva jusqu'en 1350, lorsque le roi Pierre III vendit plusieurs droits sur le château à son conseiller Bernat de Torres de Manresa. Plus tard, le roi lui-même vendit la charte de grâce à Torres et toute la juridiction du château, sauf la juridiction pénale. La famille Torres le vendit à la famille Rajadell en 1413, qui conserva le château jusqu'en 1563, date à laquelle elle le vendit à la famille Amigant. Josep d'Amigant i Ferrer prend possession du château de Castellgalí le 5 octobre 1673, avec une cérémonie publique de signature qui a lieu sur la place du village, ce qui est curieux, étant donné que la féodalité, en tant que facteur politique et même social, avait perdu beaucoup de son importance à une époque où tous les habitants faisaient le sacrement de fidélité. Les Amigants ont conservé le domaine jusqu'à la disparition des seigneuries juridictionnelles en 1812. En 1970, quelques amateurs et vacanciers du lotissement voisin effectuent des fouilles sans méthode. Ils exhument les vestiges du château qui sont encore visibles aujourd'hui. Il semble que c'est vers 1473 que le château était déjà en mauvais état, car il n'était pas habité et avait été fortement endommagé après la guerre de Remença. Lorsqu'il passa aux mains des Amigants, au lieu de restaurer le château, ils transformèrent une maison du village, ca l'Amigant, anciennement l'auberge, en un manoir qu'ils agrandirent. La petite église était située dans l'enceinte du château de Castellgalí. Elle est mentionnée en 1292, dans le testament de Berenguer Amatller écrit le 27 décembre 1292. Il n'est pas clair si cette chapelle faisait à l'origine office d'église paroissiale ou si elle n'avait que la fonction de chapelle de château, c'est pourquoi elle est souvent appelée Saint-Michel du château, avec la même dédicace que l'église paroissiale. En 1970, des amateurs du village ont également fouillé la colline du château où se trouve l'église et ont découvert les restes de l'église. Aucun matériel archéologique n'a été conservé. Comme fait curieux, il faut mentionner qu'au début de 1348, Guillema, épouse de Berenguer de Castellgalí, mourut au château ; elle aurait voulu être enterrée au couvent de la Vierge du Carmen, dans la ville de Manresa mais, à cause des "mortalités et pestilentias multas" (cela signifie : "la grande mortalité et la pestilence"), elle a été enterrée dans l'église du château.

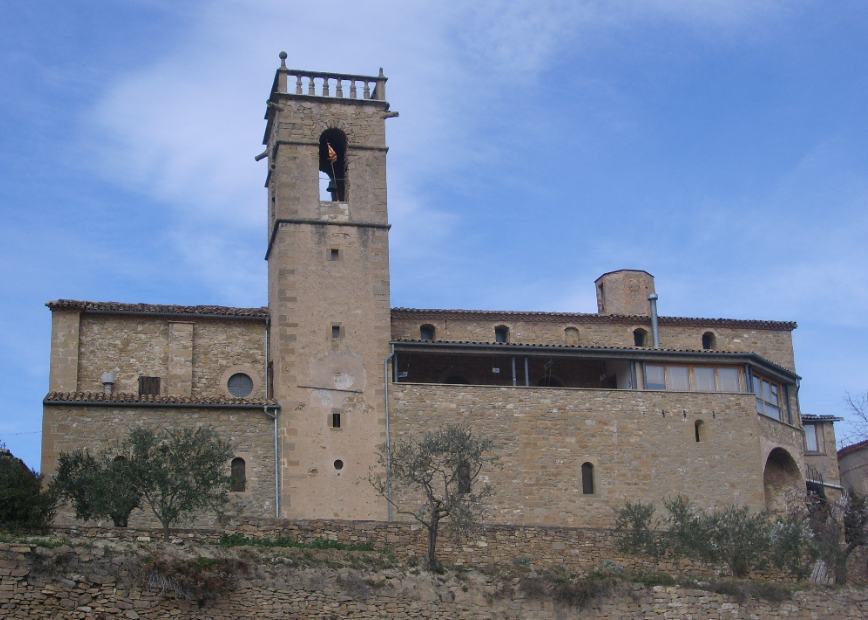
Église de Saint Michel

- Église de Saint Michel de Castellgalí : Au centre de la vieille ville. Il s'agit d'une église à deux nefs, celle du centre étant plus large et plus grande que celle du côté droit. Elles sont couvertes d'une imitation de voûte ogivale en brique. À l'endroit où les nervures des voûtes se croisent, il y a six clés de voûte ayant une fonction ornementale. Quatre piliers, soutenus par des arcs segmentaires, séparent la nef centrale de la nef latérale. Sous le toit se trouve une série de fenêtres arrondies qui, avec le hublot de la façade, contribuent à l'éclairage de l'édifice. Il y a une moulure sous les courtes fenêtres le long de tous les murs de la nef. Sur le côté gauche se trouvent quatre chapelles, définies par des pilastres qui dépassent légèrement du mur. Le refrain est polygonal. Le portail est de style néo-gothique avec des archivoltes pointues. L'église possède un clocher quadrangulaire de plan carré avec un belvédère au sommet. La façade est enduite, mais possède une plinthe en pierre bien taillée ; le reste de la structure est constitué de pierres de taille assez irrégulières. La porte principale s'ouvre à l'ouest, au carrefour des rues Sant Antoni, Manresa et Santa Margarida. La porte présente un arc en ogive avec une décoration sculpturale sur le tympan et une double archivolte, et au-dessus, un hublot. Au plafond de la nef latérale se trouve un médaillon avec les deux saints patrons, Sant Honest et Sant Repel·lió.

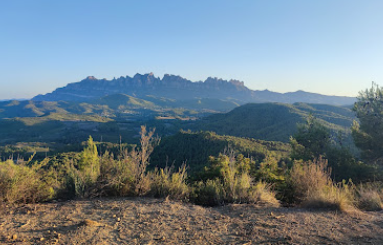
Pla de Sant Ramon

- Mirador du Llano de San Ramón : Pour accéder à ce mirador, prendre la rue de Santa Margarida et suivre le chemin du même nom jusqu'à la bifurcation, où l'on prend à droite, en suivant le chemin de Talló, toujours tout droit et aux deux bifurcations que l'on trouvera  toujours à droite. Nous verrons l'avion qui sert de mirador et la chaise en bois pour profiter du paysage. Nous estimons qu'il ne faudra pas plus de 40 minutes pour y arriver. Vous aurez des vues impressionnantes sur la montagne de Montserrat et les villages environnants.

- Mirador du Quatre Vents et le tombeau moderniste de Magí Pladellorens: Situé dans le vieux quartier, presque au bout de la rue Camí de Casajoana et en face de la colline du château, c'est un excellent endroit pour profiter des vues sur le sud du Bages. Il y a des bancs pour se reposer et des panneaux pour vous aider à reconnaître les éléments du paysage. Il convient de mentionner que tout près de là se trouve le cimetière et la tombe moderniste de Magí Pladellorens, un élément unique de ce style dans la commune. La tombe de Magí Pladellorens i Playà se trouve au centre du cimetière de Castellgalí. Il s'agit d'une tombe composée d'une boîte en pierre avec un couvercle supérieur arrondi posée sur une base en ciment décorée de carreaux formant une mosaïque de fragments. Sur le devant de la boîte se trouve un haut-relief en marbre en forme d'amande avec le buste de profil du Mage Pladellorens, encadré par une décoration florale gravée. À la base se trouve une plaque avec un motif sculptural dans l'entourage encadrant le texte MAGÍ PLADELLORENS PLAYÀ. EXPORTATEUR DE VINS. EPD. Il s'agit d'un bâtiment de style clairement moderniste.

## Fêtes locales

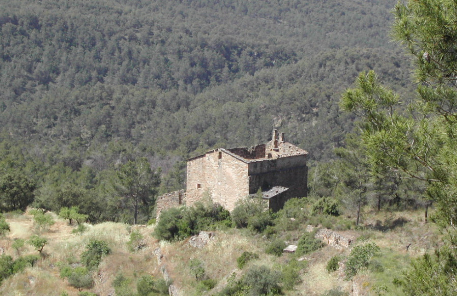
Santa Margarida

- Aplec  (qui signifie "réunion") de Sainte Marguerite : Elle a lieu le troisième week-end d'octobre depuis qu'elle a été relancée le 19 octobre 1992 par les Amis du Musée. La fête avait lieu avant la guerre civile et pour la dernière fois en juillet 1935. Les gens montaient à pied jusqu'à l'ermitage, en s'arrêtant à la Creu del Pla. Une messe était célébrée et les Goigs de Santa Margarita étaient chantées ; les gens emportaient leur déjeuner et le mangeaient autour de l'ermitage. Depuis la récupération, des améliorations ont été apportées aux alentours : les décombres ont été enlevés et l'intérieur de la chapelle a été nettoyé, et en 1993, le sculpteur Bori lui a donné une nouvelle image de Santa Margarida. Des marches ont été construites pour faciliter l'accès, l'esplanade a été nivelée, le presbytère a été pavé, un nouvel autel a été construit et la porte a été barrée. Aujourd'hui, l'Aplec consiste en une promenade de 30 minutes depuis le vieux village jusqu'à l'ermitage, un apéritif participatif (les participants apportent quelque chose de chez eux à partager avec tout le monde), un repas, une messe, un concert d'accordéon ou de chant, diverses animations pour les enfants (courses en sac, piñata...) et un goûter.

- Fête des personnes âgées : Cette fête a lieu le troisième week-end de février. Une messe est célébrée le matin et les nains traditionnels de Castellgalí, considérés comme les plus grands nains de Catalogne, sont amenés à danser. Ils s'appellent Margarida (le personnage féminin adulte), Quela (le personnage féminin plus petit) et le Repel-lió (le personnage masculin). Sur la place Cadevall se déroule un concours de gâteaux, promu par les Amis du musée, où chaque participant apporte son gâteau et est jugé par un jury ; il y a des prix et une tombola. Enfin, il y a un repas pour toutes les personnes âgées du village. Il est nécessaire de s'inscrire pour participer.

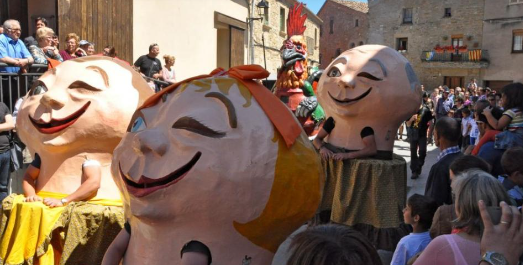
Fête du "Panellet"

- Fête du "Panellet" (petit pain) : Cette fête a lieu depuis 1968 le premier week-end de mai, car après la fermeture de l'usine Cal Carné en 1963, elle a obligé de nombreux villageois à chercher du travail à l'extérieur du village. Elle était autrefois célébrée le 8 mai, qui correspond au jour de l'apparition de Saint Michel Archange, une date qui coïncide avec le début des travaux agricoles et d'élevage d'été, qui, selon la tradition, se terminent le 29 septembre. L'acte central et traditionnel qui donne son nom à cette fête a lieu le dimanche : la messe, avec la bénédiction des panellets (qui sont des petits pains, à ne pas confondre avec les panellets de la Castanyada ! Ce sont des bonbons sphériques faits d'amandes moulues, de sucre et de pignons) et la distribution des panellets après la messe. Après cet office solennel (et dans d'autres, comme la Festa Major), on dansait la danse des panellets, une danse qui a été récupérée grâce au travail des Amis du Musée. La tradition veut que si l'on garde chez soi un panellet béni jusqu'à la prochaine fête du Panellet, pendant cette année-là, le pain ne manquera jamais dans son foyer. Diverses activités ont été intégrées tout au long du week-end, dont beaucoup sont organisées par les entités : concours de dessin et de peinture rapide, football, concours de pêche, tir au pigeon d'argile, théâtre, "Route du Renard ", marché alimentaire, exposition de vieux métiers, ateliers gastronomiques, rencontre de sculpteurs et exposition de sculptures, jeux pour enfants...
- Festa Major (qui signifie "fête principale") : Actuellement, elle est célébrée pendant le premier week-end d'août, le lundi étant un jour férié local. Certains événements et activités ont généralement lieu la semaine précédente, mais il convient de mentionner la populaire botifarrada (saucisses fraîches grillées) avec un spectacle, les événements de la Festa Jove (fête de la jeunesse) et les danses de la Festa Major. Il convient de noter que les organisations organisent également des événements à ces dates. Des animations pour enfants sont organisées dans les différents centres de population de la commune. À l'origine, la fête était dédiée aux saints copatrons San Honest et San Repelión et avait lieu le premier week-end de septembre. Les paysans invoquaient ces saints pour protéger leurs récoltes.
- Exemple d'entités : Il s'agit d'une présentation des activités menées par les différentes entités du village. Elles se réunissent généralement sur la place de la mairie. Elle a lieu entre la dernière semaine de septembre et la première semaine d'octobre.
- Réunion de véhicules classiques : Lors de cette rencontre, vous pourrez voir toutes sortes de véhicules et profiter d'un marché de pièces détachées et de reproductions. Vous pouvez également trouver un foodtruck et il y a une tombola parmi les participants. Elle a lieu à la fin du mois de mai dans le parking pour camions du parc industriel appelé La Fábrica.

## Où aller

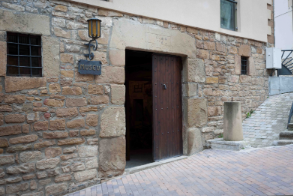
Musée historique et ethnologique de Castellgalí

- Musée historique et ethnologique de Castellgalí : Situé au rez-de-chaussée de la Casa Amigant (ancienne auberge du chemin royal), qui en 1684 fut transformée en résidence de cette famille (les derniers seigneurs féodaux de Castellgalí). Par la suite, elle est redevenue une auberge et après de nombreuses utilisations, elle a retrouvé sa dignité en devenant l'actuel musée de la commune. Ce musée a été créé par initiative populaire, avec la collaboration de la mairie et de l'Association des amis du musée de Castellgalí. Une collection ethnologique a été inaugurée le 5 mai 1991, composée de matériaux collectés auprès des habitants du village. Cette collection s'est enrichie et depuis 2015, elle dispose d'une exposition publique élargie, divisée en six salles et accompagnée de panneaux explicatifs et d'audiovisuels. À travers cette collection, vous pouvez suivre l'histoire et la vie de Castellgalí, depuis les Ibères jusqu'à nos jours. Elle compte six salles, dont la première nous présente la situation géographique de la commune et de ses environs, et nous pouvons également voir la prison médiévale. La deuxième salle nous fait découvrir le monde ibérique et romain. Dans la troisième salle, nous pouvons voir des collections numismatiques, des fossiles et des objets liés au passé de Castellgalí. La quatrième nous emmène dans une cave à vin avec des éléments originaux des XVIIIe, XIXe et XXe siècles, la cinquième est une pièce traditionnelle d'une maison du XIXe siècle et la sixième est une cuisine de la même époque. Deux audiovisuels nous permettent d'en savoir plus sur les sites archéologiques de Boades et de Torre del Breny et sur les fêtes, traditions, légendes, métiers...
- Vignobles de Castellgalí : Vous pouvez visiter les vignobles et la cave de Vinyas de Castellgalí en faisant une réservation sur leur site web.
- Théâtre : Elenc La roda (cela signifie "lancer la roue") de Castellgalí est une organisation qui propose des représentations et des spectacles dans la commune depuis plus de quarante ans. Ces représentations théâtrales ont lieu en permanence aux dates les plus importantes de la ville de Castellgalí. Les représentations programmées sont annoncées sur les panneaux d'affichage municipaux de la ville, sur le panneau lumineux à l'entrée de la ville et sur le site web de la mairie et les réseaux officiels. Ils ont un groupe stable qui devient un agent culturel de premier ordre du village à travers le théâtre. Depuis 2017, ils ont un groupe d'enfants qui fait de cette association une entité inclusive qui se transmet de génération en génération.

## Personnalités éminentes

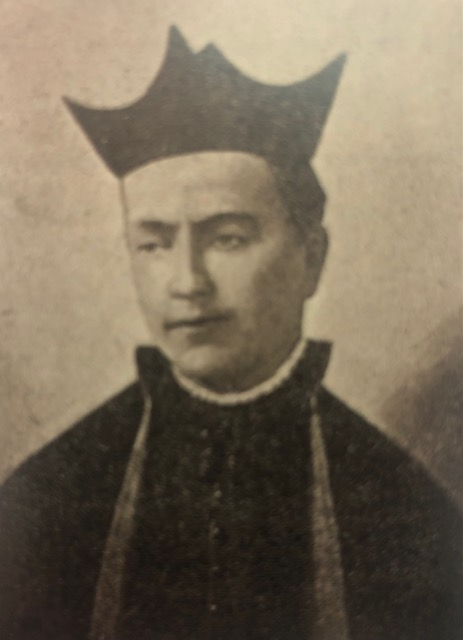
Valentí Casajoana

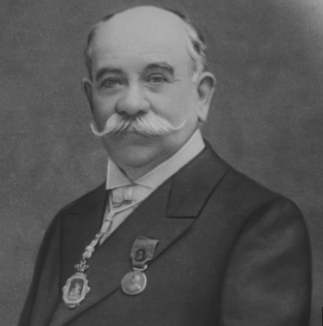
Joan Cadevall

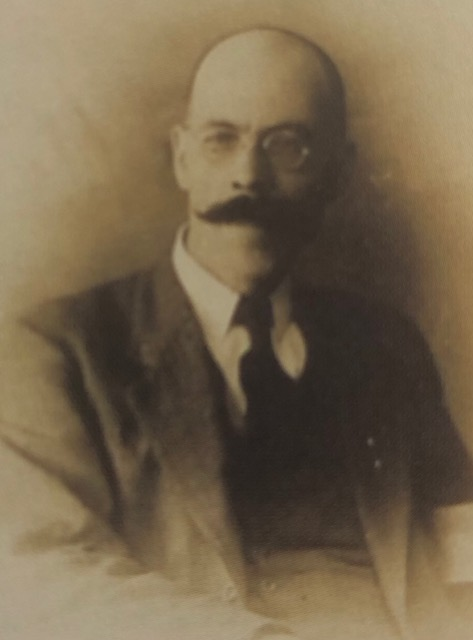
Joan Jorba

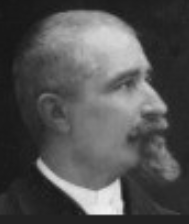
Magí Pladellorens

Révérend Père Valentí Casajoana y Gibert (Castellgalí, 1828 - Barcelone, 1889), théologien.

Joan Cadevall y Diars (Castellgalí, 1846 - Terrassa, 1921), botaniste et géographe.

Joan Jorba Rius (ca) (Castellgalí, 1869 - Manresa, 1938), entrepreneur dans le domaine du textile et de la distribution.

Magí Pladellorenç i Playà (Castellgalí, 1841 - Grenade du Penedès, 1908), négociant en vins.

## Économie et démographie
Le revenu brut moyen de la commune de Castellgalí s'est élevé à 28 864 euros en 2019, ce qui place la commune à la 380e place dans le classement des revenus bruts déclarés en Espagne, selon les données rendues publiques par l'Agence fiscale, qui ne comprend que les villes de plus de 1 000 habitants.  Par rapport à l'année précédente, le revenu moyen de Castellgalí a varié de 1 188 euros de plus (4,29% en pourcentage).
La population (castellgalins ou castellgalinenses) a beaucoup fluctué au fil des ans. Après une baisse importante tout au long de la seconde moitié du XIXe siècle, il y a eu une augmentation qui a atteint son maximum en 1960, après quoi la population a diminué progressivement jusqu'en 1996, date à laquelle elle a continué à augmenter jusqu'à aujourd'hui : en 1986, la population était de 705 et en 1991 de 702. En 1996 il y avait 782 h en 2005, 1.282 h, en 2021, 2119 h. Aujourd'hui le nombre est proche de 2 300 habitants.

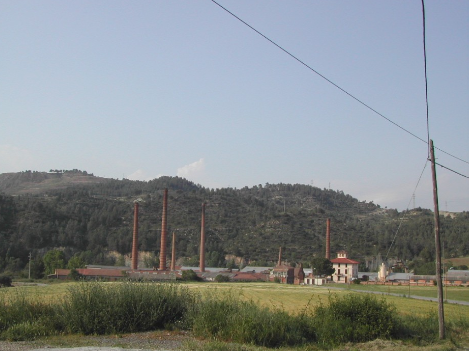
Companyía Fabril de Carbons Eléctrics

L'agriculture de la commune est essentiellement pluviale. Les principales cultures sont l'orge, les légumes et les olives. L'élevage est assez riche, spécialisé principalement dans l'élevage de porcs, de poulets et de vaches. Quant au secteur industriel, la première entreprise à s'installer dans la commune, en 1898, fut l'usine de charbon électrique de Climent Asols y Bovets. Constituée en 1902 sous le nom de Companyía Fabril de Carbons Eléctrics, elle fut également la première de l'État. La Grande Guerre a donné une forte impulsion aux activités de l'entreprise et, en 1914, elle a remporté un appel d'offres pour la vente de charbons électriques pour l'éclairage de Glasgow et de Melbourne. Les produits de l'usine sont commercialisés sous le nom de Claret. L'entreprise en tant que telle n'existe plus, mais diverses industries se sont installées dans ses locaux. Les six cheminées subsistent encore et c'est la seule usine d'Espagne à posséder ce nombre de cheminées. La commune compte actuellement six zones industrielles (Els Torrents, La Fàbrica, Boades, Els Carbures, Cal Carné et Pla del Camí), cette dernière ayant été construite à la fin des années 1990, où diverses industries se sont installées.